# Dasychira larentina
Dasychira larentina är en fjärilsart som beskrevs av Schultze 1934. Dasychira larentina ingår i släktet Dasychira och familjen tofsspinnare. Inga underarter finns listade i Catalogue of Life.